# Clubiona japonicola
Clubiona japonicola là một loài nhện trong họ Clubionidae.
Loài này thuộc chi Clubiona. Clubiona japonicola được Friedrich Wilhelm Bösenberg & Embrik Strand miêu tả năm 1906.